# 408
408 (CDVIII) var ett skottår som började en onsdag i den julianska kalendern.

## Händelser

### September
- September – Den visigotiske kungen Alarik I börjar belägra Rom.

### Okänt datum
- Sommaren - Den västromerske usurpatorn Konstantin III erövrar Hispania och krossar de styrkor, som försvarar provinsen.
- Theodosius II efterträder sin far Arcadius som kejsare av den östra halvan av Romarriket. Då Theodosius är minderårig utöver praetorianprefekten Anthemius kejsarmakten i hans ställe.
- Hunnerna, ledda av Uldin, anfaller Östrom, bränner ner ett antal gränsbefästningar och tar kontrollen över Castra Martis. Romarna försöker förhandla, men Uldin kräver en stor tribut i guld, för att han skall dra sig tillbaka. Detta krav avvisas och romarna börjar driva hunnerna tillbaka över Donau.

## Födda
- Taiwu av Norra Wei, kinesisk kejsare.

## Avlidna
- 1 maj – Arcadius, östromersk kejsare.
- 23 augusti – Stilicho, romersk general (avrättad).